# Claudio Pollio
Claudio Pollio (* 27. Mai 1958 in Neapel) ist ein ehemaliger italienischer Ringer.

## Karriere
Pollio begann mit 16 Jahren mit dem Ringen. Bei den Mittelmeerspielen gewann er 1975 Silber und 1979 Gold im Freistil im Papiergewicht. 1976 schied er bei den Olympischen Spielen in Montreal in der zweiten Runde aus. Zwei Jahre später belegte er bei den Weltmeisterschaften 1978 den sechsten und 1979 den fünften Platz.
Seinen größten Erfolg feierte Pollio bei den Olympischen Spielen 1980 in Moskau, als er die Goldmedaille im Freistil im Papiergewicht gewann. 1981 sicherte er sich zudem Silber bei den Europameisterschaften.
Auf nationaler Ebene wurde er sieben Mal italienischer Meister. Nach seinem Karriereende 1984 arbeitete er als Trainer und war ab 1980 bei der Banca di Roma tätig.